# Marcello Fondato
Marcello Fondato (* 8. Januar 1924 in Rom; † 13. November 2008 in San Felice Circeo) war ein italienischer Drehbuchautor und Filmregisseur.

## Leben und Werk
Fondato begann Ende der 1950er-Jahre als Drehbuchautor für Luigi Comencini und Mario Bava. Bald wurde er Regieassistent bei Aldo Molinari und anderen. Mit verschiedenen Regisseuren arbeitete er bis zur Mitte des folgenden Jahrzehntes bei zahlreichen Unterhaltungsfilmen zusammen; dazu zählen die Horrorfilme Die drei Gesichter der Furcht und Blutige Seide sowie die Italowestern Die 4 Geier der Sierra Nevada und Abrechnung in Veracruz.
Als Regisseur war er ab 1968 nach einem Film über das Gangstertum in Sardinien für einige Komödien verantwortlich, unter anderem für Zwei wie Pech und Schwefel (mit Bud Spencer und Terence Hill) und Charleston – Zwei Fäuste räumen auf (ebenfalls mit Bud Spencer, für den er auch weitere Projekte skriptete). 1985 drehte er auch einmalig einen Fernsehfilm.
Ab 1990 lebte Fondato in San Felice Circeo, wo er ein „Teatro Stabile“ gründete und leitete. Auch ein Stück, Il Timido, entstand für das Ensemble.

## Filmografie (Auswahl)

### Drehbuch und Idee
- 1958: Mogli pericolose
- 1959: Überraschungen in der Liebe (Le sorprese dell’amore)
- 1959: Mädchen mit hübschen Beinen (Le bellissime gambe di Sabrina)
- 1960: Der Weg zurück (Tutti a casa)
- 1962: Die graue Galeere (Odio mortale)
- 1963: Abrechnung in Veracruz (El sabor de la venganza)
- 1963: Die drei Gesichter der Furcht (I tre volti della paura)
- 1964: Blutige Seide (Sei donne per l’assassino)
- 1964: Das Gesetz der Zwei (I due violenti)
- 1964: Der Sohn von Jesse James (El hijo de Jesse James)
- 1965: Die vier Geier der Sierra Nevada (I quattro inesorabili)
- 1967: Immer Ärger mit den Lümmeln (Top Crack)
- 1967: Top Job (Ad ogni costo)
- 1967: Die längsten Finger hat Madame (La notte è fatta per… rubare)
- 1978: Sie nannten ihn Mücke (Lo chiamavano Bulldozer)
- 1979: Der Große mit seinem außerirdischen Kleinen (Uno sceriffo extraterrestre… poco extra e molto terrestre)
- 1980: Buddy haut den Lukas (Chissà perché… capitano tutte a me)
- 1982: Der Bomber (Bomber)
- 1986: Aladin (Superfantagenio)

### Regie
- 1968: Bandit zu besichtigen (I protagonisti)
- 1969: Die Freundin war immer dabei (Certo, certissimo, anzi… probabile)
- 1970: Ninì Tirabusciò: la donna che inventò la mossa
- 1972: Causa di divorzio
- 1974: Zwei wie Pech und Schwefel (Altrimenti ci arrabbiamo)
- 1975: Eine Laus im Pelz (A mezzanotte va la ronda del piacere)
- 1977: Charleston – Zwei Fäuste räumen auf (Charleston)

### Produzent
- 1979: Der Große mit seinem außerirdischen Kleinen (Uno sceriffo extraterrestre… poco extra e molto terrestre)